# Aeroportul Pontes e Lacerda
Aeroportul Pontes e Lacerda (IATA: LCB, ICAO: SWBG) este un aeroport din Pontes e Lacerda, Mato Grosso, Brazilia ce deservește zona Pontes e Lacerda. Aeroportul a fost tranzitat în 2020 de 199 de pasageri. A fost numit după zona deservită.
Situat la o altitudine de 247 m, aeroportul dispune de 1 pistă.

## Infrastructură

### Piste
Aeroportul dispune de o singură pistă. Pista 1/19 are suprafața de asfalt și dimensiunile 1.500 m × 30 m. 